# Sozialtourismus (Sozialpolitik)
Sozialtourismus ist eine Erholungsreise, welche durch staatliche oder anderweitige Zuschüsse mitfinanziert wird. Er ist ein Teilsegment der Tourismuswirtschaft und soll besonders einkommensschwachen Schichten Urlaubsreisen ermöglichen. Kinder, Jugendliche, Behinderte und Senioren sind die Zielgruppen des Sozialtourismus. Organisiert wird der Sozialtourismus durch Organisationen, Vereine, Betriebe, Parteien und Religionsgemeinschaften. Er ist ein Teil der staatlichen Sozialpolitik. Sozialtourismus hat das Ziel, den Tourismus für alle Bevölkerungsschichten zu öffnen und Angebote bereitzustellen; er wurde in Vergangenheit auch als sozialer Fremdenverkehr bezeichnet.
„Beim Sozialtourismus bildet der [öffentliche] Zuschuß entweder den Impuls oder die Grundlage zu einem ‚sozialen‘ Erholungsaufenthalt.“

## Geschichte
Bereits ab den 1870er Jahren wurden Ferienkolonien für erholungsbedürftige Kinder geschaffen und finanziell unterstützt.
Danach entstanden in Deutschland vermehrt Kindererholungsstätten. Vereinzelt entstanden am Ende des 19. Jahrhunderts Betriebserholungsheime für die jeweiligen Arbeitnehmer. Während des Ersten Weltkrieges wurden großherzogliche Schlösser zu Erholungsheimen für bedürftige Schulkinder zur Verfügung gestellt.
Von 1933 bis 1945 wurde der Sozialtourismus für die nationalsozialistische Propaganda missbraucht.
In der DDR erfolgte insbesondere eine Politisierung der Freizeit in den FDJ- und Pionierlagern.

## Formen des Sozialtourismus

### Staatlicher Sozialtourismus
- Im 3. Reich wurde der Sozialtourismus durch die Organisation „Kraft durch Freude“ und die Kinderlandverschickung propagandistisch geprägt.
- Das Ferienlager als geplantes Erfolgsmodell der sozialistischen Gesellschaft – gut versorgt und geborgen im Sozialismus – unter den ideologischen Koordinaten der SED vermittelte „bei den Teilnehmers fraglos ein positives Bild von der DDR“. Als politischer Stabilisierungsfaktor hatte der Sozialtourismus in der DDR eine wichtige Funktion.[3]
- In der Bundesrepublik Deutschland werden, unabhängig von den einzelnen Ländern, bedürftige Familien mit Kindern im Rahmen des Sozialtourismus auf Antrag unterstützt.

### Betrieblicher Sozialtourismus
Der Urlaubsaufenthalt in firmeneigenen Einrichtungen für die Beschäftigten und deren Kinder bezeichnet man als betrieblichen Sozialtourismus. Er ist Teil der freiwilligen betrieblichen Sozialleistungen für die Mitarbeiter und trägt zur Motivation bei.

### Sozialtourismus von Organisationen, Kirchen und gemeinnützigen Vereinen
Aus Mitteln der Organisationen werden verbilligte oder kostenlose Reisen für Kinder, Jugendliche und Erwachsene finanziert.
Die Bundesarbeitsgemeinschaft Familienerholung entwickelte Projekte für finanziell benachteiligte Menschen und Familien, um Familien in belasteten Lebenssituationen Urlaub zu ermöglichen. Im achten Sozialgesetzbuch ist die Familienerholung ein wichtiger Bestandteil.
Bereits Ende des 19. Jahrhunderts wurden die Kinder von einkommensschwachen Familien unterstützt. Die Kinderkolonien und die Erholungsstätten, die in Deutschland entstanden sind, sind ein Beispiel dafür.

## Wirtschaftliche Bedeutung
Der Sozialtourismus ist für die Volkswirtschaften von Bedeutung, da er Arbeitsplätze schafft und die vorhandenen Tourismuskapazitäten besser auslastet. Ganzjährig geöffnete Ferien- und Freizeitanlagen mitten in der Natur werden zu außerordentlichen Lernorten und fördern die Bildungs- und Jugendarbeit. Nachhaltige Konzepte ergänzen das Angebot in der jeweiligen Region.

## Heutige Zielgruppen
Kinder, Jugendliche, alleinstehende Mütter mit Kindern, Senioren, Menschen mit Behinderung und sozialschwache Familien.

## Europäische Staaten mit ausgeprägten Strukturen im Sozialtourismus
Innerhalb der EU: Frankreich, Polen, Spanien und Portugal.
Außerhalb der EU: Schweiz, die bereits 1939 das Reka-System im Rahmen des sozialen Tourismus entwickelte.